# NGC 243
NGC 243 (ook wel PGC 2687, MCG 5-2-43, ZWG 500.82 of ZWG 501.1) is een spiraalvormig sterrenstelsel in het sterrenbeeld Andromeda. NGC 243 staat op ongeveer 196 miljoen lichtjaar van de Aarde.
NGC 243 werd op 18 oktober 1881 ontdekt door de Franse astronoom Édouard Jean-Marie Stephan.